# Cratere Ching-Te
Ching-Te  è  un piccolo cratere lunare da impatto situato in una regione montagnosa ad est del Mare Serenitatis. Questo cratere, battezzato con un nome maschile Cinese, è circolare, a forma di tazza e privo di caratteristiche peculiari. A sud-sud-est si trova il cratere Fabbroni, a nord-est il cratere Littrow e a nord il cratere Clerke. A nord si trova anche la frattura nota come Rimae Littrow.
In una valle a circa 20 km ad est si trova il luogo di atterraggio della spedizione Apollo 17.
Tra Ching-te e il Mons Argaeus, a sud-ovest, vi è il piccolo cratere Stella, battezzato con un nome femminile latino dall'unione Astronomica Internazionale. Questa formazione ha un diametro di 1 km e coordinate selenografiche 19,9° N, 29.8° E.